# Наречена (Кричевський)
«Наречена»  — одна з найвідоміших картин українського художника Федора Кричевського, написана в 1910 році. Зберігається в Національному художньому музеї України.

## Опис
На картині зображено вбирання молодої до шлюбу. Одяг нареченої промовисто говорить, що вона належить до заможної родини, а весілля буде гучним та пишним. Кричевський обрав один з кульмінаційних моментів весільного обряду  — прибирання подругами молодої до вінця. Прообразом головної героїні (нареченої) стала Христя Скубій - ставна, красива, із сильною вдачею дівчина з Полтавщини. У ній художник побачив типові риси національного характеру української жінки, поєднання фізичної краси і почуття власної гідності. Від неї віє  вітальністю, впевненістю в собі і щасливому. Група жінок і дівчат  зображені художником у напівтемряві, завдяки чому барви звучать стримано. Необхідні наголоси у загальну кольорову гаму вносять лише червоні й золоті кольори плахти й пояса нареченої та світлі плями одягу. Своєрідним камертоном, завдяки якому стають гармонійними кольори усієї композиції, подано художником краєчок вікна вгорі, за яким буяє сонячний день.
Картина «Наречена» - конкурсна робота Ф.Кричевського при закінченні Петербурзької академії мистецтв (1907—1910), за яку він здобув право закордонного стажування. Полотно написано на Полтавщині в селі Шишаки, де в той час перебував художник, підбираючи потрібний типаж для конкурсної картини. В селі Шишаки Кричевський познайомився з родиною Старицьких і одружився з Лідією Старицькою.